# 懷爾德山
84°48′S 162°40′E / 84.800°S 162.667°E
懷爾德山（英語：Mount Wild），是南極洲的山峰，位於沙克爾頓海岸，處於奧古斯塔山以西4公里，屬於亞歷山德拉皇后山脈的一部分，由英國探險隊發現，現時由南極條約體系管理。